# Finanse osobiste
Uzasadnienie:  Co prawda art. "Finanse osobiste" mówi o części nauki o finansach, zaś "Finanse gospodarstw domowych" o grupie zjawisk i procesów to jednak chodzi w praktyce o to samo (chyba?). 

Piramida zachowań finansowych

Finanse osobiste (finanse gospodarstw domowych) – część nauki o finansach zajmująca się zachowaniami gospodarstw domowych na rynku finansowym (subdyscyplina). Finanse osobiste zajmują się między innymi analizą potrzeb finansowych gospodarstw domowych i sposobów ich zaspokajania, badaniami rynku usług finansowych gospodarstw domowych oraz diagnozą postaw konsumentów wobec poszczególnych instrumentów i produktów finansowych.
Zachowania gospodarstw domowych na rynku finansowym można przedstawić za pomocą piramidy zachowań finansowych. Każdej z części można przyporządkować szczegółowe obszary tematyczne finansów osobistych. Jednocześnie każdy z poziomów piramidy wyznacza inny poziom dojrzałości finansowej.
Głównym celem finansów osobistych jest zarządzanie majątkiem (czyli zgromadzenie majątku w odpowiedniej wysokości i skuteczne jego pomnażanie z wykorzystaniem różnych instrumentów inwestycyjnych). Ale ten cel nie będzie możliwy bez wcześniejszego spełnienia celów z niższych pięter piramidy.
Pierwszym z nich jest umiejętne zarządzanie gotówką. W ramach tego obszaru można wyodrębnić prowadzenie budżetu domowego (w tym określanie źródeł wpływów i wydatków), planowanie i kontrolowanie wydatków w czasie (w różnych horyzontach czasowych) oraz zarządzanie płynnością (w tym wykorzystywanie kredytów i pożyczek).
Utrzymanie płynności w budżecie domowym pozwala z czasem odłożyć część środków na różne nieprzewidzianie sytuacje (tzw. poduszka lub bufor oszczędności). Zgromadzenie rezerwy finansowej ułatwia utrzymanie płynności, a jednocześnie pozwala zainicjować zachowania związane z kumulowaniem oszczędności, co jest warunkiem przejścia na kolejny poziom, czyli systematycznego oszczędzania na różne cele (w tym cele bardzo odległe czasowo – takie jak np. edukacja dzieci, zabezpieczenie emerytalne). Ostatnim poziomem piramidy jest pozycja rentiera żyjącego z dochodów z wypracowanego i pomnożonego majątku.